# Constantă solară
Constanta solară este o constantă ce reprezintă cantitatea de energie primită de la Soare de o suprafață cu aria de 1 cm pătrat așezată perpendicular pe direcția razelor solare, în afara atmosferei terestre, la distanța medie a Pământului de Soare, în unitatea de timp.
Constanta solară măsurată prin atmosfera terestră este:
{\displaystyle F=1367\;{\text{W}}\cdot {\text{m}}^{-2}}
Aceasta energie este disipată de întreaga suprafața a Pământului. Radiația solară incidentă este:
{\displaystyle {\bar {F}}={\frac {F}{4}}\simeq 342\;{\text{W}}\cdot {\text{m}}^{-2}}
Constanta solară este:
{\displaystyle F=F_{\odot }\left({\frac {R_{\odot }}{R}}\right)^{2}}
unde fluxul de energie al soarelui, Fʘ, estimat prin legea Stefan-Boltzmann este:
{\displaystyle F_{\odot }=\sigma {T_{\odot }}^{4}=6,45.10^{7}\;{\text{W}}\cdot {\text{m}}^{-2}}
{\displaystyle 4\pi {R_{\odot }}^{2}F_{\odot }=4\pi R^{2}F}
unde {\displaystyle R\approx 150} milioane de kilometri {\displaystyle \approx 1} UA (lungimea semiaxei mari a orbitei Pământului în jurul Soarelui)
În 1884, Samuel Pierpont Langley a estimat valoarea constantei solare la 2,903 kW/m2, valoare prea mare față de ultimele cercetări. Între 1902 - 1957, Charles Greeley Abbot și alți colaboratori au găsit valori între 1,322 și 1,465 kW/m2. Rezultatele măsurătorilor prin satelit indică o valoare medie a constantei solare de 1,367 kW/m2 (adică 1,366 × 106 erg/cm2 ).

## Măsurarea instrumentală a constantei solare

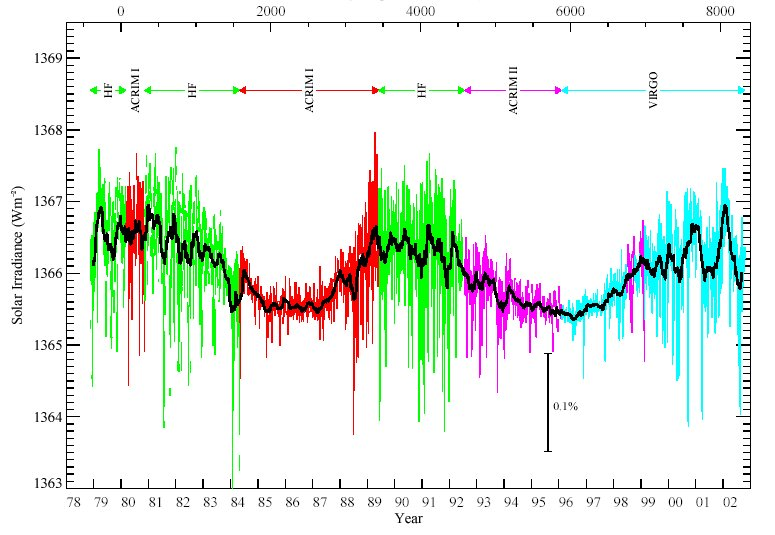
Măsurători directe ale constantei solare 1978-2003. Culorile diferite corespund datelor diferitelor experimente prin satelit.

Măsurătorile directe instrumentale ale oțelului solar constant au fost făcute odată cu dezvoltarea astronomiei extra-atmosferice, adică de la mijlocul anilor 1960, cu observații anterioare de la suprafața Pământului, a trebuit să corectăm absorbția radiației solare de către atmosferă.

## Impactul asupra metodei climatice și măsurării indirecte a Pământului
Variațiile perioadei lungi ale constantei solare au o mare importanță pentru climatologie și geofizică: în ciuda imperfecțiunii modelelor climatice, datele calculate arată că o schimbare de 1% a constantei solare ar trebui să ducă la o schimbare de 1-2 K a temperaturii Pământului.

## Variații datorate condițiilor atmosferice
Cel mai mult aproximativ 75% din energia solară atinge de fapt suprafața pământului, deoarece chiar și cu un cer este parțial reflectată și absorbită de atmosferă. Chiar și norii de ceruri ușori reduc acest procent la 50%, norii de cirrus mai puternici la 40%. Astfel, energia solară care ajunge la suprafață poate varia de la 550 W/m² cu nori cirrus la 1025 W/m² cu un cer senin.